# Filoimea Telito

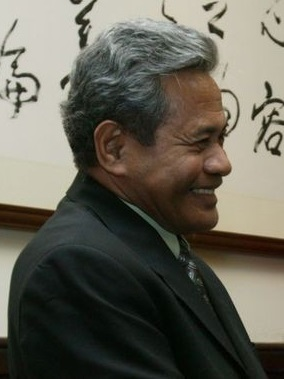
Filoimea Telito, 2006

Sir Filoimea Telito GCMG, MBE (* 19. März 1945 in Vaitupu; † 11. Juli 2011) war ein aus Vaitupu stammender Generalgouverneur von Tuvalu. Er trat sein Amt am 15. April 2005 als Nachfolger von Faimalaga Luka, welcher pensioniert wurde, an. Als Generalgouverneur vertrat er bis zu seinem Rücktritt im Jahre 2010 die britische Krone.
Früher war er Schuldirektor und Pastor der Christian Church of Tuvalu.